# Taranucnus nishikii
Taranucnus nishikii är en spindelart som beskrevs av Takeo Yaginuma 1972. Taranucnus nishikii ingår i släktet Taranucnus och familjen täckvävarspindlar. Inga underarter finns listade i Catalogue of Life.